# The Late, Late, Late Show
The Late, Late, Late Show è il primo vero e proprio album prodotto dal gruppo musicale horror punk Frankenstein Drag Queens from Planet 13, pubblicato nel 1996 dalla casa discografica Uncle God Damn Records, e successivamente riproposto nel 2006, nel Box set Little Box of Horrors, dalla Restless Records, mentre il resto della discografia della band veniva messo in commercio dalla casa discografica People Like You.
Questo è il primo album interamente prodotto da Wednesday 13. Fu scritto durante le prime due settimane di vita della band, nel marzo 1996. Doveva originariamente chiamarsi Cross-Dress, sulla quale copertina dovevano apparire i tre membri della band crocifissi e abbigliati in stile Drag Queen. Un altro titolo proposto fu Galactic Chicken Shit, il nome della seconda traccia dell'album, e la copertina avrebbe dovuto raffigurare i tre membri della band che tenevano il loro pollo domestico, Omar. Tuttavia il pollo morì prima della decisione, cosa che indirizzò la band ad optare per The Late, Late, Late Show.
La prima traccia comprende maggiormente suoni prodotti dal pollo e una voce, probabilmente quella di Wednesday 13, dire "The chickens are coming for your children, I am the chicken god" (I polli stanno venendo per i vostri bambini, sono il dio dei polli).

## Tracce
1. Blood, Feathers, Lipstick... The Monologue - 1:00
2. Galactic Chicken Shit - 2:19 (Questa è la prima versione di Slit My Wrist, pubblicata in Beyond the Valley of the Murderdolls)
3. Hit and Rape - 2:11
4. I Dismember Mama - 2:52
5. 197666 - 2:26
6. God Damn I Am - 3:24
7. The Wolfman Stole my Baby - 4:42
8. 13th Commandment - 0:44
9. Bloodsuckers Anyonomus - 2:09
10. Kill Miss America - 2:22
11. Count Down...Planet 13 - 4:16

## Formazione
- Wednesday 13 - voce e chitarra
- Seaweed - basso
- Sicko Zero - batteria